# 평창읍
평창읍(平昌邑)은 평창군의 군청소재지로, 한강 상류의 평창강 좌안에 위치하고 있다. 31번 국도와 42번 국도가 지나고 고개가 많으며, 겨울에는 눈이 많다. 부근에는 담배, 명주를 비롯하여 약초, 꿀 등의 생산량이 많아 이들이 집산되는 지역이 평창읍이며, 지하자원도 존재한다. 2016년 기준 인구는 8,906명이다.

## 행정 구역
- 상리(上里)
- 중리(中里) 1리~2리
- 하리(下里) 1리~6리
- 천변리(川邊里)
- 종부리(鍾阜里) 1리~3리
- 노론리(老論里)
- 이곡리(耳谷里)
- 조동리(鳥洞里)
- 고길리(古吉里)
- 지동리(池洞里)
- 유동리(柳洞里)
- 약수리(藥水里)
- 조둔리(鳥屯里)
- 천동리(泉洞里)
- 도돈리(道敦里)
- 응암리(鷹岩里)
- 마지리(馬池里) 1리~2리
- 대상리(大上里)
- 대하리(大下里)
- 입탄리(入彈里)
- 향동리(杏洞里)
- 여만리(餘萬里)
- 후평리(後坪里)
- 주진리(舟津里) 1리~2리
- 용항리(龍項里)
- 임하리(林下里)
- 계장리(溪長里)
- 다수리(多水里)
- 하일리(河一里)
- 원당리(元堂里)
- 뇌운리(雷雲里)

## 관광
군내에는 대관령면(구 도암면) 횡계리에 모나 용평이 있고 진부면 동산리에는 대한민국 4대 사찰 중의 하나인 월정사를 비롯해 많은 문화재들이 있다.

## 교육
- 평창초등학교
  - 도돈분교 (폐교) : 평창읍 평창강로 875 (도돈리)
  - 노산분교 (폐교) : 평창읍 고길천로 105 (이곡리)
  - 대창분교 (폐교) : 평창읍 대상리 142
- 다수초등학교 (폐교) : 평창읍 숫돌고개길 3 (다수리)
- 약수초등학교 (폐교) : 평창읍 둥지버들길 138 (약수리)
  - 입탄분교 (폐교) : 평창읍 입탄리 368-2
- 평창중학교
- 평창고등학교